# Lorenzino de' Medici (opera)
Lorenzino de Medici è un'opera in due atti di Giovanni Pacini, su libretto di Francesco Maria Piave. La prima rappresentazione ebbe luogo al Teatro La Fenice di Venezia il 4 marzo 1845.

## Trama
La scena è in Firenze - Epoca il carnevale 1537
La trama segue a grandi linee la storia relativa al giovane Lorenzino de Medici, ardimentoso eroe Repubblicano, e del suo intento di abbattere il suo terribile cugino Alessandro de Medici, tiranno di Firenze, macchiatosi non solo di nefandezze politiche, ma anche di aver provato ad insidiare Luisa, figlia del ricchissimo banchiere Filippo Strozzi, in seguito a ciò esule e nemico della casata dei Medici.

### Atto I
Alessandro è appena sopravvissuto ad una congiura ordita da Filippo Strozzi, ed ancora con la spada sporca del sangue dei suoi assalitori si fa incontro al popolo festante. Il ricco banchiere Filippo Strozzi, esule ed in incognito, osserva la scena, adirato per la mancata uccisione del Duca; questi viene rapidamente raggiunto da Lorenzino, il quale gli svela il suo amore per Luisa, sua figlia. Filippo è contrariato da questa relazione fra la casata nemica e la sua progenie. Intanto la stessa Luisa è tribolata dagli affanni per il padre esule e le pressioni del Duca, nonostante la sua vecchia dama Assunta cerchi di consolarla. Poco dopo, la ragazza ha un dialogo col padre, introdotto a Palazzo in segreto: il vecchio cerca di convincere la figlia a sciogliere questa unione, ma Luisa si dimostra ostinata nei suoi affetti. Al culmine del colloquio, giunge con gran corteo lo stesso Alessandro: Luisa fa rapidamente nascondere il padre in una stanza laterale. Il Duca giunge con Lorenzino, e rinnova a Luisa le sue proposte amorose; a questo punto Filippo non si trattiene più e cerca di uccidere il tiranno, uscendo dal suo nascondiglio, venendo però catturato. La ragazza chiede disperata pietà, e viene trattenuta a stento da Lorenzino, che giura fra sé e sé di far cadere l'oppressore, mentre Filippo sfida Alessandro, e quest'ultimo risponde con promesse di morte.

### Atto II
Lorenzino riflette sul suo lungo dissimulare alla corte del Duca; raggiunto improvvisamente da un gruppo di popolani, il cui leader, Michele, è furibondo per aver perso la propria moglie per colpa del Duca, si decide ad assassinare l'oppressore. Intanto nelle carceri, Filippo e gli altri prigionieri contemplano la loro fine imminente; prima di essere condotto al patibolo, Filippo ha un ultimo dialogo con la figlia, durante il quale le consegna un veleno da bere in caso il suo onore sia messo al rischio. Dopodiché, il vecchio è condotto al supplizio estremo. La ragazza, disperata per la morte del padre, cerca di rifugiarsi dall'amato Lorenzino; tuttavia, ella legge uno scritto, vergato dallo stesso, dove annunciava al libidinoso tiranno la sua venuta a palazzo. Credendo di essere tradita, beve il veleno: tuttavia, come appare chiaro subito dopo per bocca di Lorenzino, non era che una trappola per uccidere Alessandro. Il giovane, disperato e distrutto, al giungere di Alessandro fa palesi le sue intenzioni, e con l'aiuto degli altri cospiratori uccide il Duca; dopodiché, rende l'ultimo omaggio all'amante defunta, mentre il popolo gioisce per la liberazione della patria.

## Struttura musicale
- Sinfonia

### Atto I

#### Parte I
- N. 1 - Introduzione e Cavatina di Alessandro O Fiorenza, quando il sole - Dalla Sacchetti reduce (Alessandro, Coro, Giomo)
- N. 2 - Duetto fra Lorenzino e Filippo Coll'adorata giovine

#### Parte II
- N. 3 - Cavatina di Luisa Sono Strozzi... ho nobil cuore... (Luisa, Assunta)
- N. 4 - Duetto fra Filippo e Luisa e Finale I Se tu m'ami, come il core - Ah se è vero che nel tuo petto (Luisa, Filippo, Alessandro, Lorenzino, Giomo, Coro, Assunta)

### Parte I
- N. 5 - Aria di Lorenzino Del lungo fingere (Lorenzino, Michele, Coro)
- N. 6 - Coro ed Aria di Filippo Perché sì lenti passano - Così sarà... del vivere (Filippo, Coro)
- N. 7 - Coro L'ora suprema!!! (Filippo, Luisa, Coro)

### Parte II
- N. 8 - Aria di Luisa e Finale II Se a te un padre morente la figlia - Non t'appressare, o perfido (Luisa, Lorenzino, Alessandro, Coro, Michele)